# Centro Yeshivah (Melbourne)

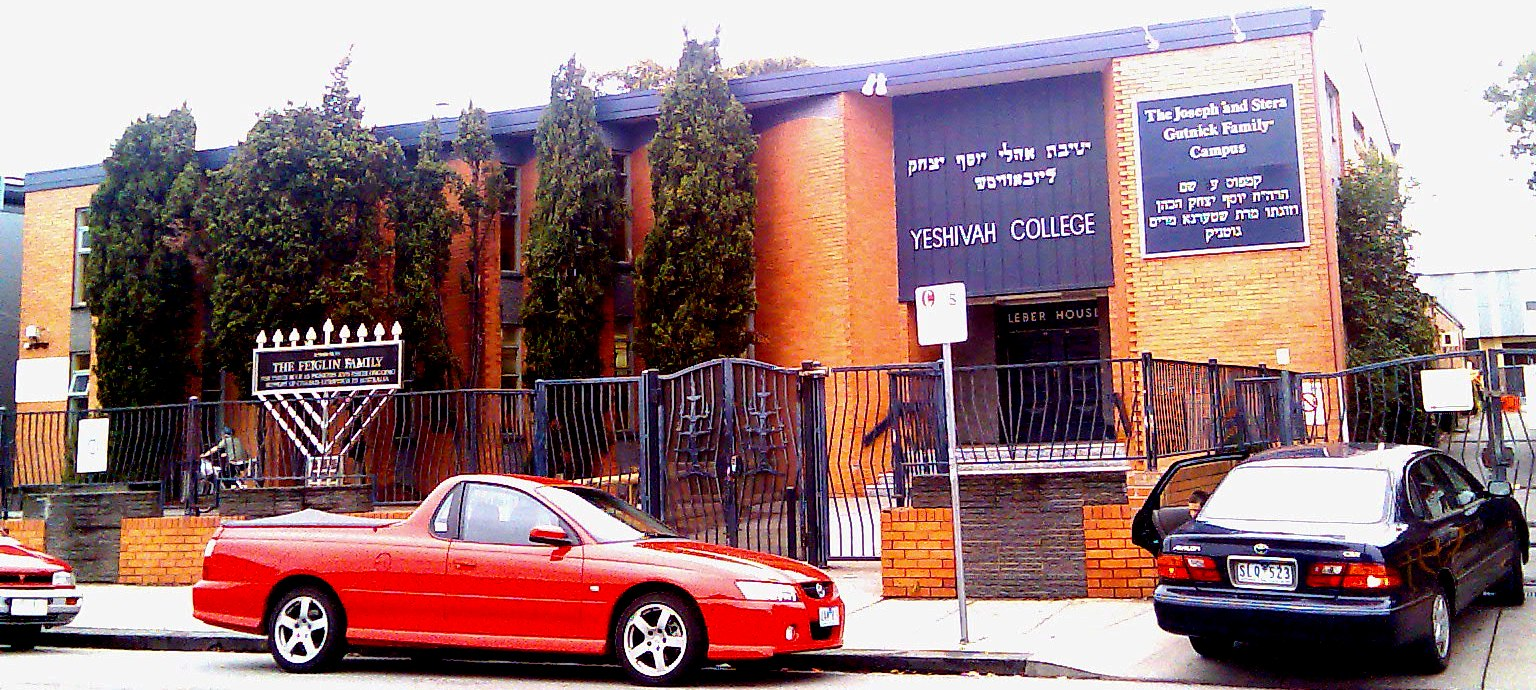
Entrata principale del complesso Yeshivah, passando per la Shul.

Lo Yeshivah Centre (Melbourne) - in italiano: Centro Yeshiva (Melbourne) - è un'organizzazione onnicomprensiva ebraico ortodossa di Melbourne (Australia), nello Stato del Victoria che serve la comunità ebraica di Melbourne. È gestita dal movimento religioso Chabad Lubavitch e, diretta, fino a poco tempo fa, da Rabbi Rabbi Yitzchok Dovid Groner. Rabbi Zvi Telsner è stato nominato quale nuovo Dayan (giudice rabbinico) del Centro e della Comunità Lubavitch.

## Storia
Il Centro Yeshiva fu creato da un gruppo di emigranti ebrei negli anni 1940 a seguito del grande influsso di ebtrei a Melbourne. Nel 1949, Il Centro aprì una scuola ebraica, con soli tre studenti a tempo pieno. In seguito, nel 1954 venne acquistato il campus dello Yeshivah College. Dopo qualche anno venne acquistato il campus del Beth Rivkah Ladies College, nel 1959. Nel 1958 Rabbi Y.D. Groner arrivò a Melbourne quale emissario (shluchim) del Rebbe Lubavitcher, per assumere la direzione del Centro Yeshivah e altri funzionari vennero nominati ad assisterlo nel gestire l'organizzazione. I primi diplomi vennero assegnati agli studenti dell'anno scolastico 1965, una classe di 8 ragazzi.
Nel 2011 la Polizia del Victoria (Australia) ha iniziato un'indagine ufficiale su presupposti abusi sessuali commessi da un precedente insegnante dello Yeshiva College tra il 1989 ed il 1993, rivelando inoltre possibili altri abusi similmente perpetrati da presunti offensori. L'indagine è stata largamente pubblicizzata sui giornali australiani. Le indagini continuano.

## Strutture
Il Centro comprende una rete di strutture educative che include:

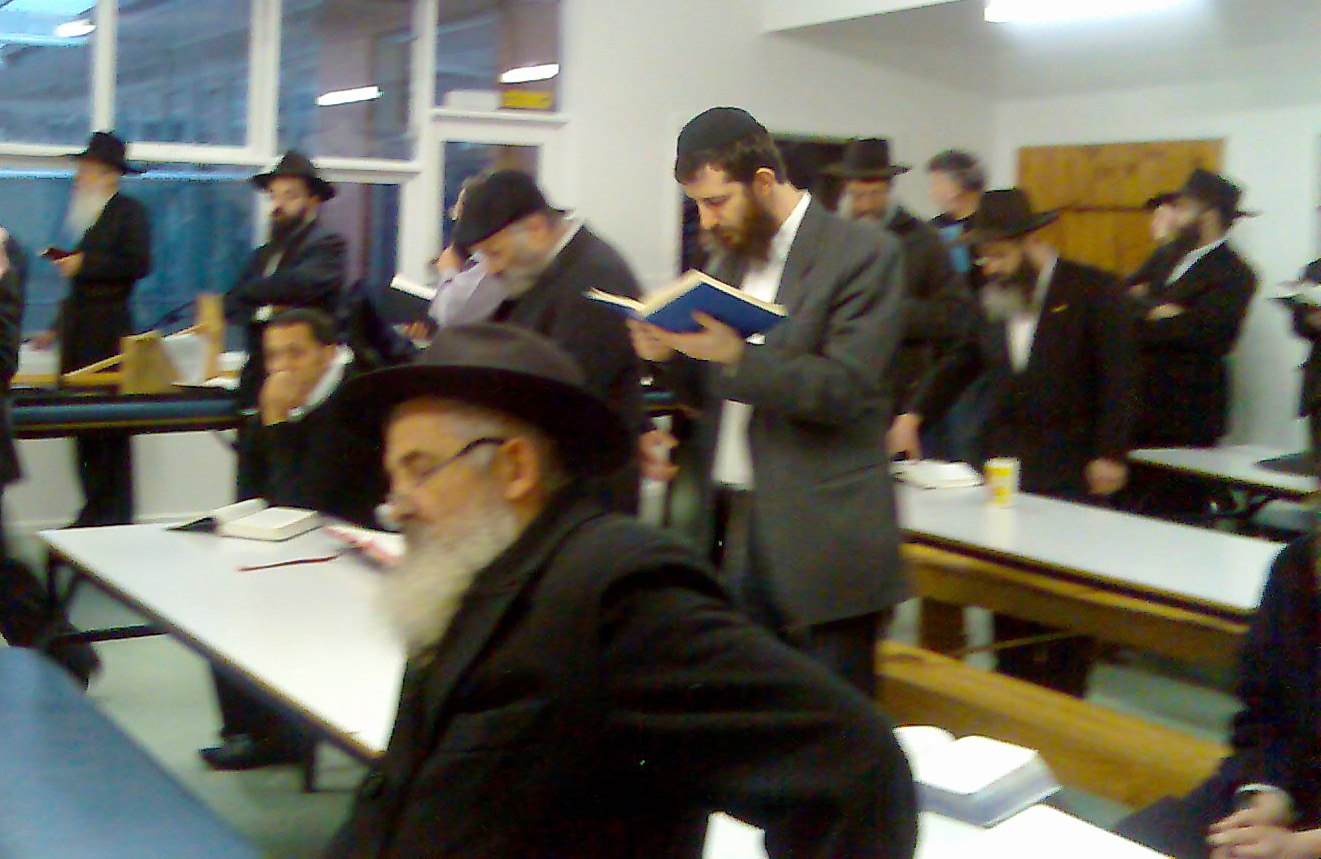
Minchah nella mensa della Yeshiva

- Yeshivah College, Australia, collegio yeshivah maschile;
- Beth Rivkah Ladies College, scuola femminile;
- La Shul della Yeshiva;
- Kollel Menachem Lubavitch, un Kollel assistenziale a tempo pieno;
- Ohel Chana, seminario femminile (studio della Torah dopo la scuola superiore);
- Chabad Youth, un'organizzazione assistenziale;
- Campagne Mitzvah Melbourne, un'altra organizzazione assistenziale;
- una rete di asili, e altro.

Non tutte le istituzioni Chabad di Melbourne sono ufficialmente riunite sotto l'egida del Centro - per esempio la Yeshivah Gedolah Zal (un'accademia di studi Talmudici avanzati, per uomini): sebbene non gestita formalmente dal Centro, ne è strettamente collegata e coordina certe attività insieme a Chabad Youth e Campagne Mitzvah Melbourne, specialmente con ragazzi del Collegio Yeshivah.